# Clement Haynsworth
Clement Furman Haynsworth Jr. (30 de outubro de 1912 – 22 de novembro de 1989) foi um juiz dos Estados Unidos, indicado sem êxito para a Suprema Corte dos Estados Unidos.

## Início da vida
Haynsworth nasceu em Greenville , na região noroeste da Carolina do Sul. Ele recebeu um diploma de Bacharel em Artes da Universidade Furman, em 1933, e formou-se posteriormente na Escola de Direito de Harvard, em 1936.

## Carreira no Judiciário
Haynsworth foi um juiz federal em um tribunal de apelações, nomeado pelo presidente dos EUA Dwight D. Eisenhower em 19 de fevereiro de 1957. Haynsworth foi confirmado pelo Senado dos Estados Unidos em 4 de abril de 1957 e foi empossado no mesmo dia.
Em 21 de agosto de 1969, o presidente Richard M. Nixon nomeou Haynsworth para a Corte Suprema. Ele foi proposto para o lugar de Abe Fortas. A indicação de Haynsworth foi contestada por uma coalizão de Democratas. Ele foi acusado de ter tomado decisões judiciais  favorecendo a segregação
A indicação de Haynsworth foi derrotada por 55 contra 45, em 21 de novembro de 1969.
Depois de sua derrota, Haynsworth permaneceu em Greenville. Morreu nessa cidade, em 22 de novembro de 1989.